# Brunia latebracteata
Brunia latebracteata är en tvåhjärtbladig växtart som beskrevs av Anthony Vincent Hall. Brunia latebracteata ingår i släktet Brunia och familjen Bruniaceae. Inga underarter finns listade.